# ノンイグジスト
ノンイグジスト（NONEXIST）は、スウェーデンのメロディックデスメタル/デスラッシュ/プログレッシブデスメタルバンドである。バンドの中心人物であるヨハン・レインホルツをはじめ、メンバーが有名なバンドで活動していることもあり、1stアルバムリリース後から活動休止状態が続き、およそ10年後の2012年に再始動した。

## 略歴
スウェーデンのプログレッシブメタルバンドアンドロメダのギタリスト、ヨハン・レインホルツのサイド・プロジェクトとして立ち上げられた。メンバーには、アーチ・エネミーを解雇されたボーカリスト、ヨハン・リーヴァと、当時デフレッシュド、ダーク・フューネラルで活動していたドラマー、マッテ・モーディンが加わった。ヨハン・リーヴァの加入は、アーチ・エネミー脱退後に、WARミュージックからのオファーがきっかけだった。
ヨハン・レインホルツがギターに加えてベースを兼任して、1stアルバムのレコーディングを開始する。プロデューサーにはピーター・テクレンの実兄であるトミー・テクレンが起用された。2002年にニュー・ハウエン・レコードから1stアルバム『DEUS DECEPTOR』をリリースした。同アルバムは、日本でもトイズファクトリーからリリースされた。
以降活動休止状態が続き、復活は無いものと思われていたが、2012年6月、ピヴォタル・ロッコーディングスのホームページで再始動したこととピヴォタル・ロッコーディングスと契約したことが発表された。また併せて、ヨハン・リーヴァとヨハン・レインホルツで新アルバムのレコーディングに入っていることも発表された。同年11月に、9年ぶりの2ndアルバム『From My Cold Dead Hands』をデジタル配信限定でリリースした。2013年、トゥルーパー・エンタテインメントから日本盤がCDフォーマットでリリースされる。この他にアビス・レコードからCDフォーマットとLPフォーマットで再発されている。
2ndアルバムリリース後、デンマークのマイティ・ミュージックに移籍。2015年に3rdアルバム『Throne of Scars』をリリースした。同年12月、生業が多忙になったことに加えて、初期アーチ・エネミーのメンバーで結成されたブラック・アースに参加することを理由にヨハン・リーヴァが脱退。リーヌス・アブラハムソン (B)、ヨハン・アルドゴールド (G)、ヨアキム・ストランドベリ＝ニルソン (Ds)が加入し4人組となることが発表された。この3名は、元々ライヴメンバーとして2012年よりノンイグジストに参加しており、これを機に正式メンバーとしてアナウンスされた。また、ヨハン・レインホルツはボーカルとギターを担当することになった。しかしながら、レインホルツ以外のメンバーは加入がアナウンスされたものの、通常のスタジオ音源についてはヨハン・レインホルツが全てを担っており、この面においては、ノンイグジストはレインホルツのソロプロジェクトとして存続することとなったとも言える。翌2016年に、新体制となって初の音源となる1stEP『The New Flesh』をデジタル配信でリリースした。その後、2018年に2ndEP『In Praise of Death』をリリースした後、2020年に4thアルバム『Like the Fearless Hunter』をリリースした。

## メンバー

### 現メンバー
- ヨハン・レインホルツ (Johan Reinholdz) - リードギター・ボーカル (2000-2003, 2012-)
バンドの中心人物。2015年のリーヌス・アブラハムソンの加入まではベースを兼任していた。また、ヨハン・リーヴァ脱退後からボーカルを兼任するようになった。
アンドロメダ、スカイファイヤー、ダーク・トランキュリティで活動。
- ヨハン・アルドゴールド (Johan Aldgård) - ギター (2015-)
元々、ライヴメンバーとして2012年よりノンイグジストに参加していた。2015年のヨハン・リーヴァの脱退を機に正式メンバーとしてアナウンスされたが、その後もライヴのみに参加している[4]。
フェイスフル・ダークネスで活動。
- リーヌス・アブラハムソン (Linus Abrahamsson) - ベース (2015-)
元々、ライヴメンバーとして2012年よりノンイグジストに参加していた。2015年のヨハン・リーヴァの脱退を機に正式メンバーとしてアナウンスされたが、その後もライヴのみに参加している[4]。
アンドロメダでヨハン・レインホルツと同僚。
- ヨアキム・ストランドベリ＝ニルソン (Joakim Strandberg-Nilsson) - ドラムス (2015-)
元々、ライヴメンバーとして2012年よりノンイグジストに参加していた[注釈 2]。2015年のヨハン・リーヴァの脱退を機に正式メンバーとしてアナウンスされたが、その後もライヴのみに参加している[4]。
フェイスフル・ダークネスで活動。

### 旧メンバー
- ヨハン・リーヴァ (Johan Liiva)　- ボーカル (2000-2003, 2012-2015)
カーネイジ、アーチ・エネミーでも活動していた。現在はハース、ブラック・アースで活動中。
- マッテ・モーディン (Matte Modin) - ドラム (2000-2003)
デフレッシュド、ダーク・フューネラルでも活動していた。

### セッションメンバー

#### ライヴセッション
- ヨハン・アルドゴールド (Johan Aldgård) - ギター (2012-2015)
2012年よりライヴに参加。2015年に正式メンバーとしてアナウンスされた。
- リーヌス・アブラハムソン (Linus Abrahamsson) - ベース (2012-2015)
2012年よりライヴに参加。2015年に正式メンバーとしてアナウンスされた。
- ヨアキム・ストランドベリ＝ニルソン (Joakim Strandberg-Nilsson) - ドラムス (2012-2015)
2012年よりライヴに参加。3rdアルバム『Throne of Scars』にもセッション参加している[4]。2015年に正式メンバーとしてアナウンスされた。

#### アルバムセッション
- アレクサンダー・ウィットボン (Alexander Wittbom) - ボーカル
3rdアルバム『Throne of Scars』、2nd EP『In Praise of Death』、4thアルバム『Like the Fearless Hunter』にセッション参加。
- チャールズ・ブコースキー (Charles Bukowski) - ボーカル
4thアルバム『Like the Fearless Hunter』にセッション参加。
- ローゲル・"ロッガ"・ペッテション (Roger "Rogga" Petersson) - ボーカル
4thアルバム『Like the Fearless Hunter』にセッション参加。
マーシレス、サチュレイなどでも活動。
- ミカエル・スタンネ (Mikael Stanne) - ボーカル
4thアルバム『Like the Fearless Hunter』にセッション参加。
ダーク・トランキュリティ、ハンマーフォールなどでも活動。
- カレ・ヨーハンソン (Kalle Johansson) - ボーカル
4thアルバム『Like the Fearless Hunter』にセッション参加。
デセニングなどで活動。
- マルクス・ヨンソン (Markus Johnsson) - ボーカル
4thアルバム『Like the Fearless Hunter』にセッション参加。
ユーカリストなどでも活動。
- クリストファー・アモット (Christopher Amott) - ギター
4thアルバム『Like the Fearless Hunter』にセッション参加。
アーチ・エネミー、ダーク・トランキュリティ、アンドロメダ、ブラック・アースなどでも活動。

## ディスコグラフィー

### アルバム
- 2002年 デュース・ディセプター - Deus Deceptor
- 2012年 フロム・マイ・コールド・デッド・ハンズ - From My Cold Dead Hands（デジタル配信限定[6]）
- 2015年 スローン・オブ・スカーズ - Throne of Scars
- 2020年 ライク・ザ・フィアレス・ハンター - Like the Fearless Hunter

### EP
- 2016年 The New Flesh
- 2018年 In Praise of Death